# Mirandea
Mirandea, maleni biljni rod iz porodice primogovki smješten u tribus Justicieae, dio potporodice Acanthoideae. Sastoji se od 6 endemskih meksičkih vrsta   Opisan je u Ciencia (Mexico) 19: 80. 1959.  Tipična vrsta je Mirandea grisea Rzed.

## Etimologija
Ime roda Mirandea je u čast Faustina Mirande Gonzaleza (1905. – 1964.), meksičkog botaničara španjolskog porijekla.

## Vrste
1. Mirandea andradenia T.F.Daniel
2. Mirandea grisea Rzed.
3. Mirandea huastecensis T.F.Daniel
4. Mirandea hyssopus (Nees) T.F.Daniel
5. Mirandea nutans (Nees) T.F.Daniel
6. Mirandea sylvatica Acosta